# Danielle Bunten Berry
Danielle Bunten Berry (* 19. Februar 1949 als Daniel Paul Bunten, kurz Dan Bunten, in St. Louis, Missouri; † 3. Juli 1998 in Little Rock, Arkansas) war eine US-amerikanische Spieleentwicklerin und Programmiererin.
1982 gründete Bunten das erfolgreiche Entwicklerstudio Ozark Softscape. In Zusammenarbeit mit dem Publisher Electronic Arts entwickelte Bunten vor allem in den 1980er Jahren einige Computerspiele, die heutzutage als einflussreiche und innovative Klassiker gelten. Dazu zählen insbesondere die Multiplayer-Wirtschaftssimulation M.U.L.E. (1983), das Open-World-Strategiespiel Seven Cities of Gold (1984) sowie das als erstes kommerzielles Online-Strategiespiel geltende Modem Wars (1988).
Neben ihrer Tätigkeit als Spieleentwicklerin trat Bunten zusätzlich als Software-Theoretikerin in Erscheinung.

## Biografie

### Herkunft, Kindheit und Bildungsgang

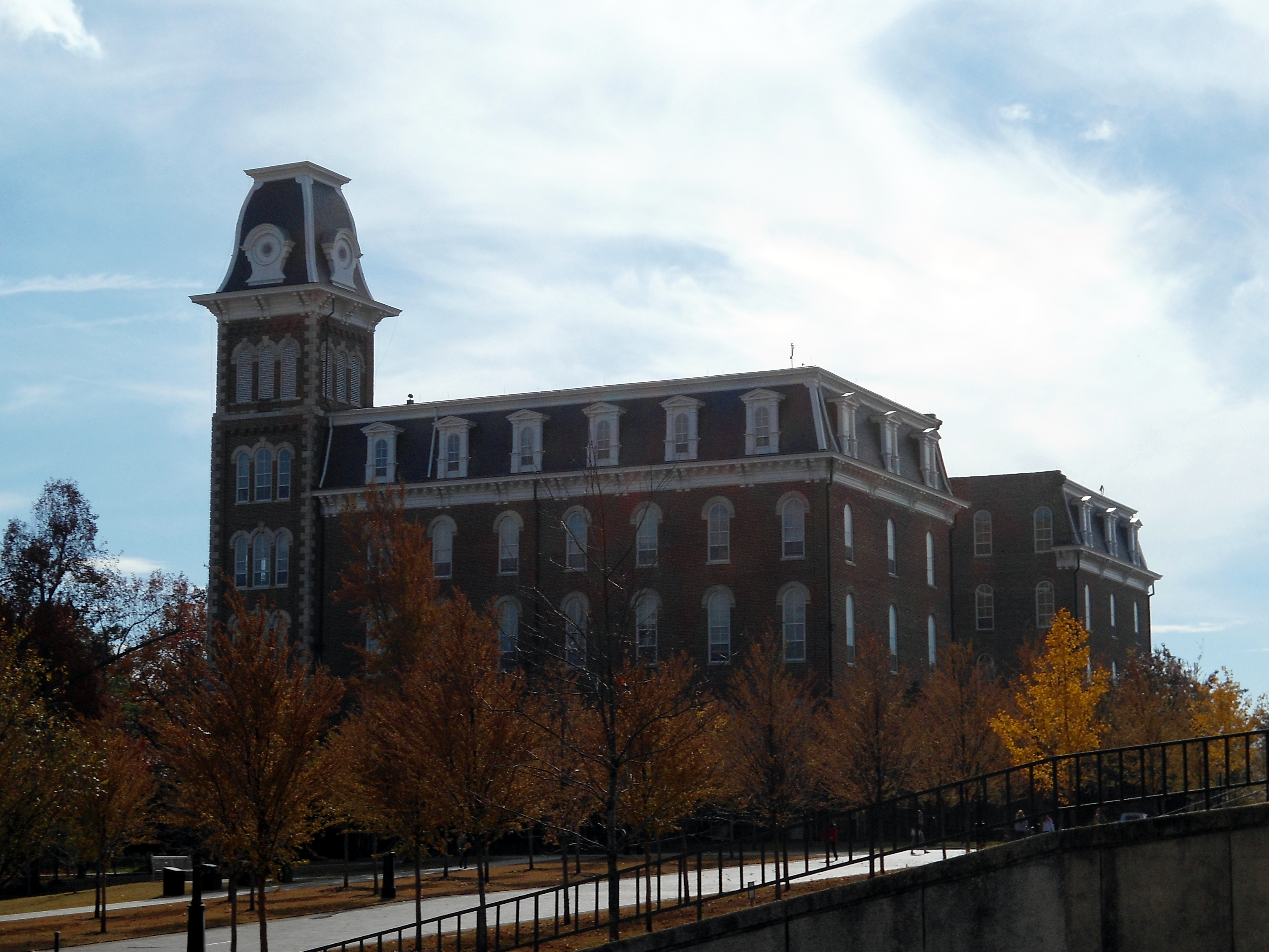
Hauptgebäude der University of Arkansas in Fayetteville, an der Bunten in den frühen 1970er Jahren studierte

Bunten wurde bei der Geburt als männlich gelesen und wuchs als ältestes von sechs Kindern in kleinbürgerlichen Verhältnissen in den Südstaaten auf. Mit ihrem Bruder Bill ist auch Buntens beruflicher Werdegang eng verbunden. 1965 zog die Familie von Buntens Geburtsstadt St. Louis im US-Bundesstaat Missouri nach Little Rock, die eher beschauliche Hauptstadt des US-Bundesstaats Arkansas. In der Region um Little Rock verbrachte Bunten fast den gesamten Rest ihres Lebens. Das Familienleben beschrieb Bunten in einem Mitte der 1990er Jahre durchgeführten Interview rückblickend ohne Angabe weiterer Details als „gestört“ (engl. „dysfunctional“). In Anspielung auf ihren Heimatstaat Arkansas bezeichnete Bunten sich selbst bei gleicher Gelegenheit scherzhaft als „Arkie“.
In Little Rock besuchte Bunten zunächst die monoedukative Catholic High School For Boys und erwarb an dieser 1930 gegründeten Privatschule die für ein Hochschulstudium in den Vereinigten Staaten notwendigen schulischen Qualifikationen. Danach wechselte Bunten an die University of Arkansas in Fayetteville, um an der größten Universität ihres Heimatsstaats Ingenieurwissenschaften zu studieren.

### Erste Erfolge und Zusammenarbeit mit Strategic Simulations

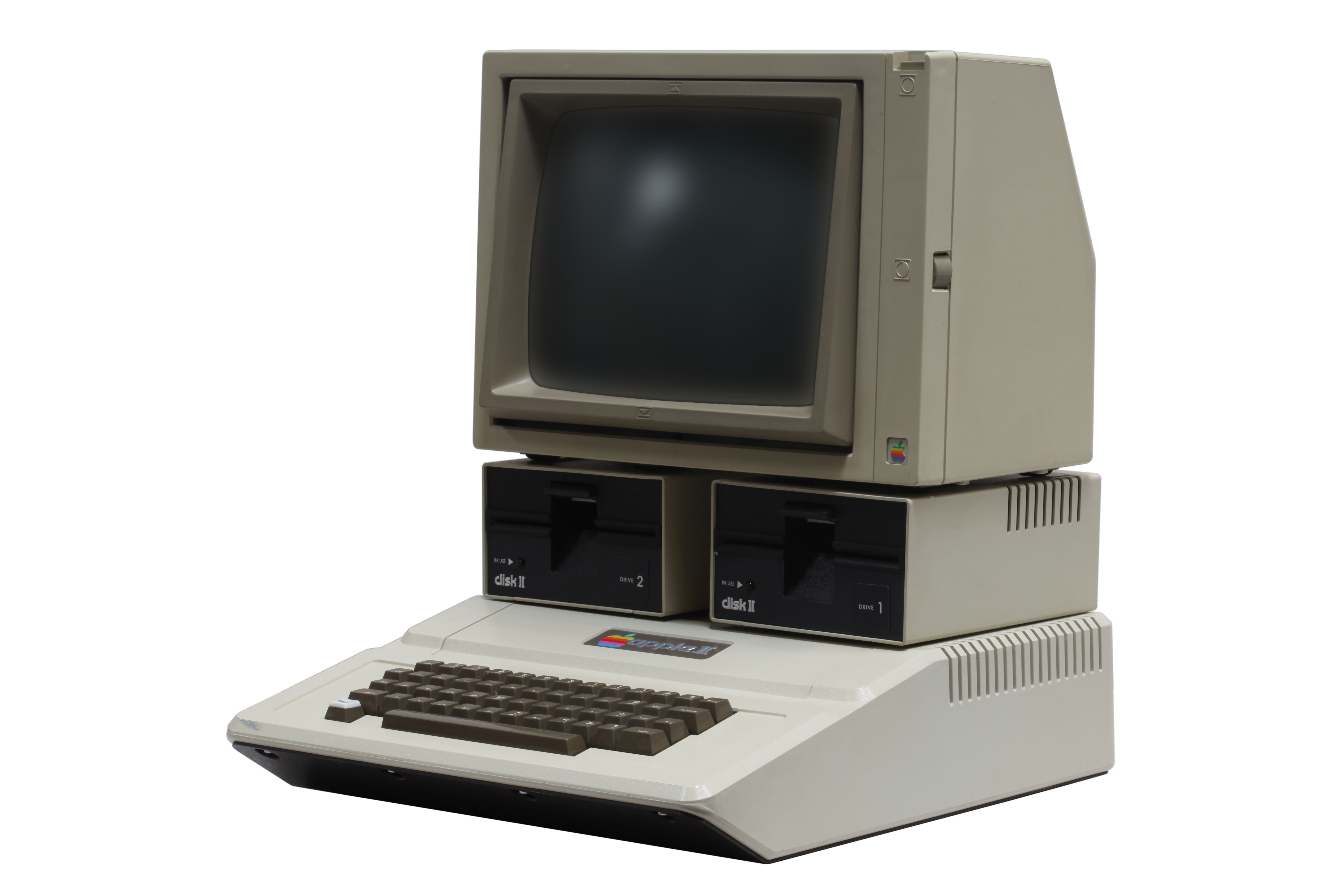
8-Bit-Heimcomputer Apple II

Nach erfolgreichem Hochschulbesuch entwickelte die seit ihrer Kindheit an Brettspielen wie Monopoly oder Risiko interessierte Bunten ab 1974 zunächst mathematische Modelle zur Abbildung von Städtesystemen für die National Science Foundation. In ihrer Freizeit beschäftigte sich Bunten mit den gerade aufkommenden 8-Bit-Heimcomputern und sammelte erste Programmiererfahrungen beim Schreiben textbasierter Adventures, die jedoch nicht zur Marktreife gelangten.
Mit der Wirtschaftssimulation Wheeler Dealers gelang Bunten 1978 erstmals die Fertigstellung eines professionellen Computerspiels auf einem Apple II. Wheeler Dealers beinhaltete simulierte Auktionen in Echtzeit und im Lieferumfang des vom kanadischen Publisher Speakeasy Software veröffentlichten Spiels war ein eigens entwickelter Adapter enthalten, mit dessen Hilfe erstmals bis zu vier Spieler gleichzeitig an nur einem Rechner gegeneinander antreten konnten. Im Gegensatz zu den damaligen Gepflogenheiten wurde Wheeler Dealers nicht in einem schmucklosen Plastikbeutel, sondern einer aufwändig gestalteten Pappverpackung für einen Kaufpreis von 35 US$ angeboten. Trotzdem wurden lediglich 50 Exemplare des Debutwerks von Bunten verkauft.

Logo von Strategic Simulations Inc.

Buntens neuartige Spielidee erregte jedoch die Aufmerksamkeit des damals noch für Apple als Leiter der Marketingabteilung tätigen Trip Hawkins, der auch zu den Mitbegründern von Strategic Simulations Inc. (SSI) zählte. Es folgten mehrere Entwicklungen Buntens für SSI, darunter mit Cartels and Cutthroats (1981) erneut eine Wirtschaftssimulation. Cartels and Cutthroats markiert den Übergang Buntens vom meist allein programmierenden Hobbyentwickler zum professionellen, im Team arbeitenden Spieledesigner und diente später bei der Entwicklung des Klassikers M.U.L.E. als Grundlage.

### Gründung von Ozark Softscape und Zusammenarbeit mit Electronic Arts

Logo von Electronic Arts

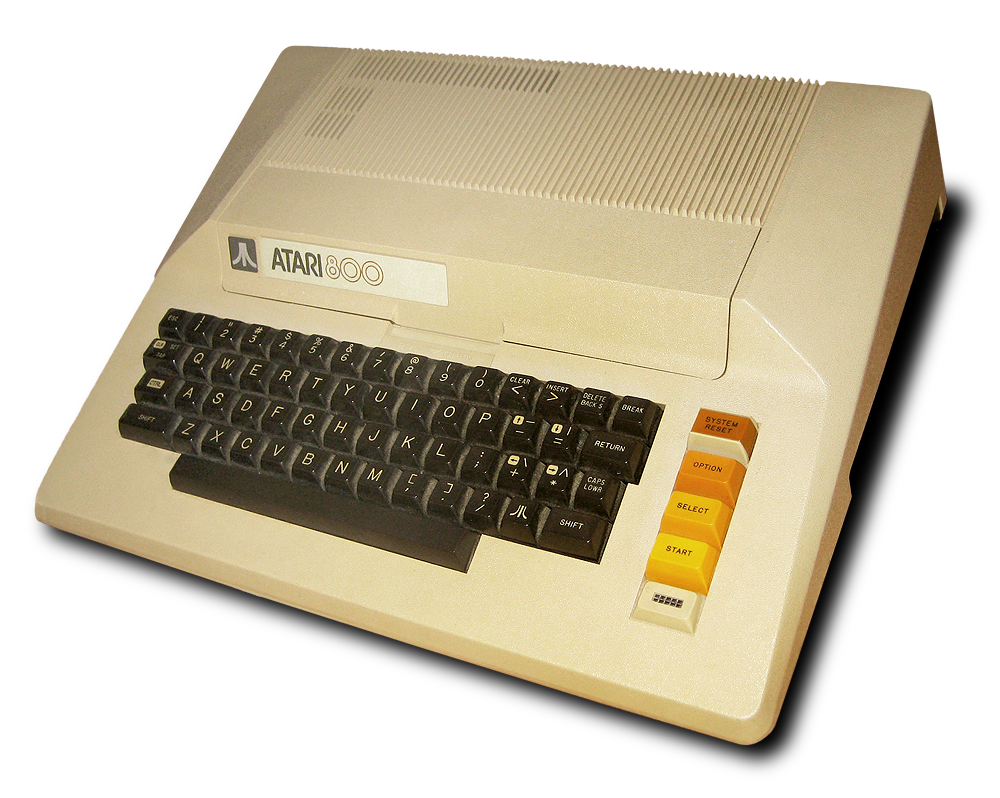
8-Bit-Heimcomputer Atari 800

1982 gründeten Dan und Bill Bunten zusammen mit weiteren befreundeten Programmierern und Computerspezialisten in ihrer Heimatstadt Little Rock das Entwicklerstudio Ozark Softscape. Nach Abschluss eines Kooperationsvertrags mit Trip Hawkins, der in der Zwischenzeit den Publisher Electronic Arts gegründet hatte, wurde zunächst das Schachspiel und Science-Fiction-Abenteuer verbindende Strategiespiel Cytron Masters (1982) für den Atari 800 entwickelt. Darauf folgte 1983 die Wirtschaftssimulation M.U.L.E., in deren Mittelpunkt ebenfalls ein Science-Fiction-Scenario steht. Eine Besonderheit des Spiels ist die gleichzeitige Teilnahme von bis zu vier Spielern, ermöglicht durch die vier Joystickanschlüsse des Atari 800. Etwa 30.000 Exemplare von M.U.L.E. konnten abgesetzt werden.
Danach entwickelte Bunten das Open-World-Strategiespiel Seven Cities of Gold, das dem Spieler die Möglichkeit bietet, wahlweise die Neue Welt oder einen unbekannten, computergenerierten Kontinent in beschleunigter Echtzeit zu entdecken und zu erforschen. Dabei kann zwischen einer friedlichen, auf Handel und Missionierung der Ureinwohner basierenden Strategie und einem kriegerischen Vorgehen gewählt werden. Seven Cities of Gold wurde ebenfalls auf einem Atari 800 geschrieben und verkaufte sich 150.000 mal. Das am historischen Vorbild der spanischen Konquistadoren angelehnte Entdeckerspiel stellt Buntens meistverkauftes Werk dar und gilt als eins der ersten Beispiele für Edutainment. Mit seinem innovativen Gameplay beeinflusste Seven Cities of Gold nachfolgende Strategieklassiker mit frei befahrbarer Landkarte wie Pirates! (1987), Civilization (1991) oder Colonization (1994) von Sid Meier sowie Open-World-Spiele wie die Grand-Theft-Auto-Serie (ab 1997) und World of Warcraft (ab 2004).
Das 1985 ausschließlich auf dem Commodore 64 erschienene, kommerziell erfolgreiche Stragiespiel Heart of Africa basiert ebenfalls auf der für Seven Cities of Gold entwickelten Spiele-Engine und gilt inoffiziell als Nachfolger dieses Klassikers. Robot Rascals (1986) und Modem Wars (1988), Buntens erste auch auf IBM-PC-kompatiblen Rechnern lauffähige Entwicklungen, konnten sich dagegen nicht auf dem Spielemarkt durchsetzen und gerieten zu Ladenhütern. Von Robot Rascals etwa wurden lediglich 9.000 Einheiten verkauft. Trotz des wirtschaftlichen Misserfolgs hatte Modem Wars als erstes kommerzielles Online-Spiel nachhaltig Einfluss auf die Spielebranche. Daraufhin verließ Bunten Electronic Arts und wechselte zum US-amerikanischen Konkurrenten MicroProse.

### Wechsel zu MicroProse

Logo von MicroProse

In Absprache mit MicroProse-Mitbegründer Sid Meier entwickelte Bunten zunächst das Echtzeit-Strategiespiel Command HQ (1990) für ihren neuen Arbeitgeber. 1992 kreierte Bunten schließlich mit dem rundenbasierten Global Conquest ein weiteres Strategiespiel, das erstmals einen Vier-Spieler-Online-Modus enthielt und als Pionierleistung auf dem Gebiet der Online-Spiele gilt. Global Conquest gestattete dem Spieler, entweder gegen vom Computer simulierte Gegner oder über ein Modem gegen andere menschliche Spieler anzutreten. Erst Mitte der 1990er Jahre begannen sich jedoch die Online-Spiele langsam am Markt durchzusetzen. 1993 erschien mit Seven Cities of Gold: Commemorative Edition ein PC-Remake des Klassikers Seven Cities of Gold.

### Geschlechtsangleichende Operation und zeitweiliger Rückzug aus der Spieleindustrie
Bunten war dreimal verheiratet und hatte drei Kinder, zwei Söhne (Daniel und Nicholas) und eine Tochter (Melanie). Nach dem Scheitern ihrer dritten Ehe entschloss sich Bunten im Alter von 43 Jahren zu einer geschlechtsangleichenden Operation, die im November 1992 vorgenommen wurde. Fortan lebte Bunten als Frau unter dem Namen Danielle Bunten Berry. Berry war der Mädchenname ihrer Mutter. Später warnte Bunten davor, diesen weitreichenden Schritt voreilig und ohne hinreichende Beratung zu machen.
Nach der Operation zog sich Bunten für einige Zeit aus der Spieleindustrie zurück. Ab Mitte der 1990er Jahre nahm sie dann mehrere Beratertätigkeiten in der Softwarebranche an und veröffentlichte 1997 mit Hilfe des US-amerikanischen Online-Spieledienstes Mpath Interactive ihr letztes kommerzielles Computerspiel, ein weiteres Echtzeit-Strategiespiel namens Warsport.

### Krebserkrankung und Tod
Am 3. Juli 1998 verstarb Danielle Bunten Berry im Alter von 49 Jahren an Lungenkrebs.

## Ehrungen

### Auszeichnungen und Preise
- Im Mai 1998 erhielt die unheilbar an Lungenkrebs erkrankte und bereits stark geschwächte Bunten für ihr Lebenswerk den Lifetime Achievement Award der US-amerikanischen Computer Game Developers Association.[1]

- 2007 wurde Bunten posthum in die Hall of Fame der US-amerikanischen Academy of Interactive Arts & Sciences aufgenommen.[1]

- 2009 kürte die US-amerikanische Computerzeitschrift PC World Buntens Wirtschaftssimulation M.U.L.E. aus dem Jahr 1983 zum fünftbesten Computerspiel aller Zeiten.[3]

### Widmungen
- 2000 widmete der US-amerikanische Spieledesigner Will Wright die ebenfalls beim Publisher Electronic Arts erschienene Lebenssimulation Die Sims, die als meistverkauftes Computerspiel der Geschichte gilt, seinem Idol Bunten.[3]

## Digitales Erbe
Buntens persönliche Aufzeichnungen werden im International Center for the History of Video Games des Strong Museums in Rochester im US-Bundesstaat New York aufbewahrt. Buntens drei Kinder betreiben bis heute eine Gesellschaft unter dem Namen Ozark Softscape, die sich dem Erhalt und der Pflege von Buntens „digitalem Erbe“ (engl. „digital legacy“) verschrieben hat.

## Interview 1986
Am 7. April 1986 sendete der Bayerische Rundfunk in Bit, byte, gebissen, dem Computermagazin im Zündfunk, ein Interview mit (damals) Dan Bunten. Einige Ausschnitte:
Wie würden Sie sich bezeichnen? Als Programmierer?
Ich bin Programmierer von Computerspielen, aber lieber lasse ich mich Software-Künstler nennen.
Wie viel Zeit kostet es, ein Spiel wie Heart of Africa zu schreiben?
Normalerweise ein Jahr. Darin enthalten ist auch die Zeit für Mehrfachversionen, z. B. für den Atari, den Commodore und den Apple. Für die Feinheiten („Nice Touches“) geht am Ende viel Zeit drauf. Aber die Kunden wissen grade sie zu schätzen. Ich denke mir manchmal: Da verwendest du Monate auf das Programmieren der Grundidee, auf die es natürlich ankommt, und am Ende freuen sich die Spieler vor allem darüber, dass die Wellen bei der landnahen Schiffsreise anders klingen als auf hoher See.
Was interessiert Sie als Nordamerikaner die Geschichte Afrikas?
Unser Onkel war Missionar in Südamerika. Eines Tages bekamen mein Bruder Bill und ich ein Buch über die Conquistadores von ihm geschickt, was uns in helle Begeisterung versetzte. Wir haben uns dann
immer weiter mit diesen Dingen beschäftigt. Ich besuchte sogar neben meinem naturwissenschaftlichen Studium Geschichtsvorlesungen über das Thema Afrika. Schließlich kamen wir an Computer ran, machten noch ein paar Recherchen und setzten schließlich die Programmierung in Gang. Es ist aber schade, dass das Medium Computer so beschränkt ist. Wir hatten so viel Wissen, das wir reinpacken wollten. Aber was sind schon 64 Kilobyte oder der Speicherplatz auf einer Diskette? Wir mussten unsere Vorstellungen ganz schön zurückschrauben!
Geben Sie ein Beispiel für einen Bug (einen Software-Fehler).
Bugs gibt es in Massen. Wenn man in dem Spiel Mule seinen Mule in einen Ausstattungsladen führt, fängt plötzlich ein irrsinniger Lärm an. Das war ein Programmierfehler, ein Bug, nie eingeplant. Über diesen Fehler haben wir uns gefreut, jetzt ist der Bug Teil des Spiels, und soweit ich weiß hat sich noch niemand darüber beschwert.
Stellen wir uns Monopoly vor, ein Spiel mit Figuren und Karten, die man anfasst und dreidimensional bewegen kann. Im Unterschied dazu ist ein Film nur zweidimensional, nicht interaktiv, aber auf seine Weise faszinierend. Wo passt sich hier das Computerspiel ein?
Jedes Medium hat seine eigenen Stärken und Beschränkungen. Bücher beziehen dich auf andere Weise in fremde Personen und Handlungen ein als Filme es tun. Theater noch einmal anders. In den USA gibt es ein neues Medium: Bücher auf Cassette. Du fährst im Auto, legst die gekaufte Cassette ein und hörst eine Geschichte. Das ist jetzt sehr beliebt und arbeitet mit theatralischen und radiophonen Mitteln. Manche Bücher haben die Welt verändert. Das alles mit Computern zu vergleichen, klingt anmaßend. Aber eines Tages wird es soweit sein, dass die Computer-Unterhaltung gleichberechtigt neben den anderen Genres stehen wird.

## Computerspiele
- Wheeler Dealers (1978)
- Cartels and Cutthroats (1981)
- Computer Quarterback (1981)
- Cytron Masters (1982)
- M.U.L.E. (1983)
- The Seven Cities of Gold (1984)
- Heart of Africa (1985)
- Robot Rascals (1986)
- Modem Wars, zunächst unter dem Titel Dan Bunten’s Sport of War geplant (1988)[11]
- Command HQ (1990)
- Global Conquest (1992)
- Seven Cities of Gold: Commemorative Edition (1993)
- Warsport (1997)